# 曹渓寺 (東京都港区)
曹渓寺（そうけいじ）は、東京都港区南麻布2丁目にある臨済宗妙心寺派の寺院。山号は日東山。

## 歴史
元和9年（1623年）に創建され、承応2年（1654年）に赤坂から現在地・麻布に移転した。寺のある絶江坂の地名は、麻布移転時の曹渓寺住職で名僧といわれた絶江紹堤に因む。
赤穂事件に関わった赤穂浪士の一人である寺坂信行が、討ち入りから20年後の享保年間（1723年頃）に本寺の寺男を務めた。青木義正によれば、寺坂は当寺を墓所とする旗本の山内氏（山内豊清）に縁を得て仕官し、士籍を得たとされるが、士官先であるはずの高知市や四万十市（旧・中村市）に寺坂の墓はない。一方、曹渓寺の記録では「吉右衛門は本意ならずも、聊かの俗縁を頼みて、當寺に寄寓し、命を終はりしとなむ。」とあり、寺男として生涯、曹渓寺に尽くしたとされる。享年83。墓も当寺にあり、ここでの戒名は節岩了貞信士とされている。

## 墓所
- 寺坂信行
- 藤森天山 － 儒者
- 岡崎良梁 － 兵法家

## アクセス
- 東京メトロ南北線麻布十番駅下車

## 脚註
1. ↑  『土佐史壇』青木義正著、第2号（大正7年）。ただし青木の記述は、豊清は「主膳」であるが「摂津」となっているなど、誤りも多いとされる。
2. ↑  『麻布區史』より「曹渓寺縁起」
3. ↑  赤穂浪士所縁の泉岳寺の義士墓所の供養墓の戒名とは違っている。